# Кубок СРСР з футболу 1948
Кубок СРСР з футболу 1948 — 9-й розіграш кубкового футбольного турніру в СРСР, який відбувся в вересні-жовтні 1948 року. Володарем Кубка вдруге став ЦБЧА (Москва).

## 1/16 фіналу
| Команда 1          | Рахунок  | Команда 2            |
| ------------------ | -------- | -------------------- |
| Зеніт (Ленінград)  | 4 – 1    | Динамо (Казань)      |
| Динамо (Ленінград) | 2 – 1    | Крила Рад (Куйбишев) |
| Динамо (Київ)      | 2 – 1 дч | Динамо (Єреван)      |
| Торпедо (Москва)   | 5 – 1    | Торпедо (Сталінград) |

## 1/8 фіналу
| Команда 1          | Рахунок | Команда 2               |
| ------------------ | ------- | ----------------------- |
| Крила Рад (Москва) | 0 – 1   | Локомотив (Харків)      |
| Динамо (Москва)    | 3 – 0   | БО (Ташкент)            |
| ЦБЧА (Москва)      | 3 – 0   | Динамо (Мінськ)         |
| Торпедо (Москва)   | 3 – 1   | Зеніт (Ленінград)       |
| Спартак (Москва)   | 3 – 0   | Дзержинець (Челябінськ) |
| Динамо (Київ)      | 2 – 1   | Динамо (Ленінград)      |
| ВПС (Москва)       | 2 – 1   | Металург (Москва)       |
| Локомотив (Москва) | 0 – 1   | Динамо (Тбілісі)        |

## 1/4 фіналу
| Команда 1        | Рахунок | Команда 2          |
| ---------------- | ------- | ------------------ |
| Динамо (Москва)  | 7 – 1   | Локомотив (Харків) |
| Спартак (Москва) | 1 – 0   | Динамо (Київ)      |
| ВПС (Москва)     | 1 – 2   | Динамо (Тбілісі)   |
| ЦБЧА (Москва)    | 3 – 1   | Торпедо (Москва)   |

## Півфінали
| Команда 1        | Рахунок | Команда 2        |
| ---------------- | ------- | ---------------- |
| Спартак (Москва) | 1 – 0   | Динамо (Тбілісі) |
| ЦБЧА (Москва)    | 1 – 0   | Динамо (Москва)  |

## Фінал
| 24 жовтня 1948 |

| ЦБЧА                           | 3 – 0 | «Спартак» |
| ------------------------------ | ----- | --------- |
| Соловйов 20', 51' Ніколаєв 71' | Звіт  |           |

| «Динамо» (Москва) Глядачів: 75 000 Арбітр: Латишев (Москва) |